# 利邁馬維達縣

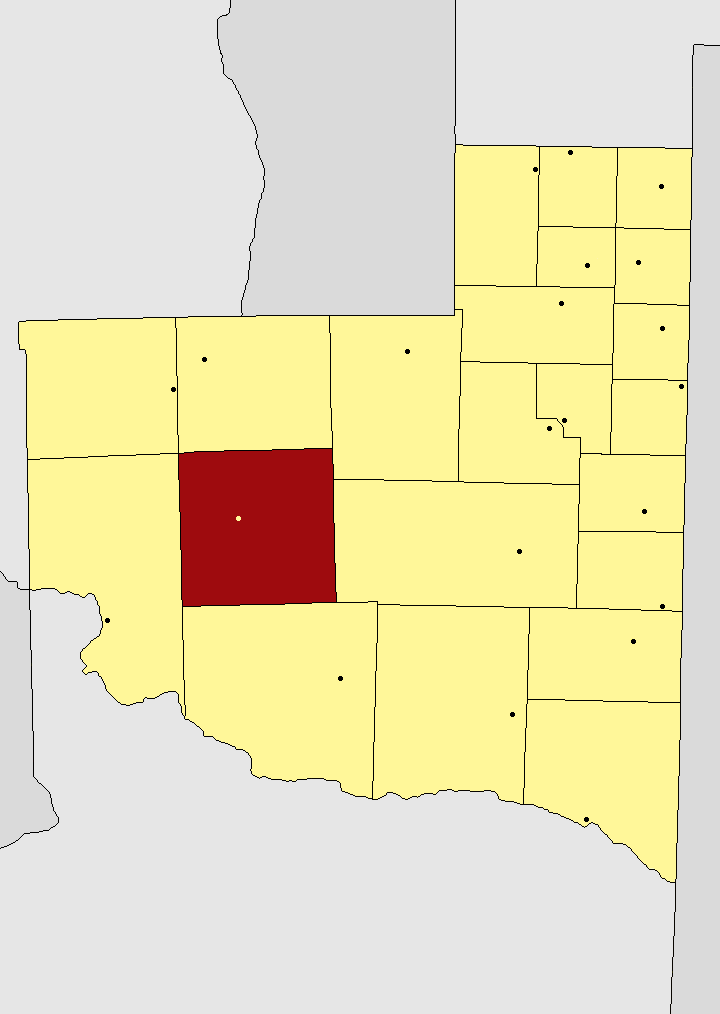

37°9′22″S 66°40′33″W / 37.15611°S 66.67583°W
利邁馬維達縣（西班牙語：Departamento Limay Mahuida），是阿根廷的縣份，位於該國中部拉潘帕省，首府設於利邁馬維達，面積9,985平方公里，2010年人口503，人口密度每平方公里0.05人。